# Cantonul Saint-Pourçain-sur-Sioule
Cantonul Saint-Pourçain-sur-Sioule este un canton din arondismentul Moulins, departamentul Allier, regiunea Auvergne, Franța.

## Comune
- Bayet
- Bransat
- Cesset
- Contigny
- Laféline
- Loriges
- Louchy-Montfand
- Marcenat
- Monétay-sur-Allier
- Montord
- Paray-sous-Briailles
- Saint-Pourçain-sur-Sioule (reședință)
- Saulcet
- Verneuil-en-Bourbonnais